# Galleriinae
Sous-famille
Les Galleriinae sont une sous-famille d'insectes lépidoptères (papillons) de la famille des Pyralidae.
À cette sous-famille appartient la fausse teigne de la cire (Galleria mellonella), responsable de dégâts importants dans les ruches.

## Genres rencontrés en Europe
- Achroia
- Aphomia Hübner, 1825 - dont Aphomia sociella (Linnaeus, 1758)
- Arenipses
- Corcyra
- Galleria Fabricius, 1798 - dont Galleria mellonella (Linnaeus, 1758)
- Lamoria
- Paralipsa Butler, 1879 - dont Paralipsa gularis (Zeller, 1877)
- Pseudarenipses